# Serizawa Kamo
Serizawa Kamo (芹沢鸭, , 1826 - 30 de outubro de 1863) foi um samurai conhecido por ser o primeiro comandante do Shinsengumi. Treinou e foi mestre do estilo Shindō Munen-Ryū . Kamo significa ganso ou pato em japonês que era um nome estranho para chamar a si mesmo. Seu nome completo era Serizawa Kamo Taira no Mitsumoto (Serizawa = nome de família , Kamo = nome , Taira = nome do clã , Mitsumoto = nome formal.)

## Antecedentes
O ramo Serizawa do Clã Taira eram samurais que viviam na Aldeia de Goshi no Domínio de Mito, na atual Província de Ibaraki, no Japão . Kamo foi o filho mais novo e seu nome de infância era Genta. Ele tinha dois irmãos e uma irmã mais velhos. Ele foi educado na doutrina Sonnō jōi (o que significa reverenciar o Tennō (Imperador do Japão) e expulsar os estrangeiros) e praticava esgrima desde a infância em Kodokan que era uma escola oficial de Mito. 
O Domínio de Mito era dirigido por um ramo do Clã Tokugawa e foi considerado a pátria do Sonnō jōi, era um centro de apoio ao Tennō e a corte imperial, o que ajudou a alimentar a revolução .
Embora nenhum retrato de Kamo exista, é dito que ele foi um homem grande, com a pele muito pálida e olhos pequenos.
Por um lado, Kamo foi bastante ousado e destemido e, por outro lado, ele era extremamente egoísta e tinha uma paciência terrivelmente curta, muitas vezes provocando as lutas. Se estivesse de mau humor ficava violento, especialmente quando bebia, e era um bebedor contumaz. 
Era um idealista pró-imperador e tomou o Sonnō jōi muito a sério encobrindo-o com o apoio ao regime Tokugawa. 

## Participação no Tengu-to
Kamo era sacerdote de um templo xintoísta do Clã Kimura. Se casou com a filha dado do Senhor Kimura, então seu nome foi mudado para Kimura Keiji. 
Em 1860, participou do grupo extremista anti-estrangeiro Tengu-to (também chamado Tamazukurisei), que assassinou o Tairō (Coselheiro) Ii Naosuke no chamado Incidente Sakuradamon . 
No início de 1861, descobriu que três dos membros mais jovens do Tengu-to tinham quebrado as regras do grupo, o que o deixou encolerizado, fez os renegados sentarem-se em fila e decapitou-os todos de uma vez. Por esse ato foi preso com o resto do Tengu-to por execução sem permissão. Quando o poder político deslocou-se para o governo pró-Tokugawa, os membros da Tengu-to foram presos por envolvimento no assassinato de Ii.
Kamo foi libertado no final de 1862, quando o governo começou a enfraquecer e poder político voltou para os anti-estrangeiros. Então, mudou seu nome de Keiji Kimura para Serizawa Kamo após a sua libertação. Mais tarde, participou do  Roushigumi de Kiyokawa Hachirō (um ronin do Domínio de Shonai) .

## Participação noShinsengumi
Depois de sua chegada a Kyoto, o grupo de Kamo e Kondō Isami se separaram do Roushigumi, tornando-se um grupo isolado. Algumas semanas mais tarde, decidiram enviar uma carta ao Kyōto Shugoshoku e Daimyō do Domínio de Aizu, Matsudaira Katamori pedindo para se juntar a eles no policiamento de Kyoto. Aos samurais do Domínio de Aizu foram atribuídos pelo Regime Tokugawa policiar as ruas de Kyoto. A ideia de trabalhar sob o comando do Domínio pode ter se originado do irmão mais velho de Kamo , que tinha ligações com Katamori. O pedido da carta foi aceito, tornando os vinte e dois samurais do grupo parte do policiamento .
Foi então que o grupo começou a chamar a si Mibu Roushigumi e Kamo se torna o comandante .
No entanto, Kamo iniciou numerosos incidentes. No dia 18 de julho, Katamori ordenou os  membros do Mibu Roushigumi a patrulhar Osaka. Kamo e seu grupo estavam bebendo e, posteriormente, Kamo entrou em uma briga com um lutador de Sumô. Isto criou um conflito o restante do lutadores de sumôs deste mesmo Dōjō, cerca de 30. O grupo de Kamotinha pouco mais de dez membros, mas conseguiu superar seus atacantes. Ao final dez sumôs foram mortos e o restante tinham sofrido ferimentos graves, enquanto os Mibu Roushigumi saíram praticamente ilesos. Notícias sobre este incidente se espalharam rapidamente, aumentando a reputação do Mibu Roushigumi. Mais tarde, em junho, Kamo estava bebendo com seus membros em um restaurante em Shimahara. Novamente perdeu o controle ao beber e destruiu todo o restaurante. Em 25 de setembro, Kamoe seu grupo destruíram  Yamatoya, uma loja de pano de seda, à luz do dia com um canhão, quando esta não poderiam lhes pagar pela sua "proteção".

## Morte de Niimi
No dia 19 de Outubro, Niimi Nishiki, que era sub-comandante do Shinsengumi e braço direito de Kamo, foi forçado a cometer seppuku por Hijikata Toshizō e Keisuke Yamanami. Provavelmente, este foi o início de um plano elaborado pela facção Kondō para se livrar de Kamo e seu grupo .  Quando Kamo, Hirayama Gorou, e Hirama Juusuke descobriram sobre o seppuku involuntário já era tarde para retaliar, pois desde agosto Kondō havia iniciado um trabalho de aliciar os membros da facção de Kamo para o seu lado. 
Mas existe a possibilidade de que Niimi foi forçado a realizar o seppuku por um samurai  de Mito e que o grupo de Kondō não estivesse envolvido. 

## O Assassinato de Serizawa Kamo
Em 30 de Outubro todo o Mibu Roushigumi estava comemorando com suas já costumeiras bebedeiras assassinar. Kamo foi assassinado quando estava com Oume, uma mulher que estava dormindo com ele, nesta noite também foi morto Hirayama. Hirama, o único sobrevivente do grupo de Kamo, conseguiu fugir e voltar para Mito, onde relatou a morte de Serizawa Kamo à sua família. O assassinato foi realizado por ordem de Matsudaira Katamori . 
Poucos meses depois, em 04 de fevereiro de 1864, Noguchi Kenji, ultimo remanescente da facção de Kamo ainda em Kyoto foi condenado a cometer seppuku pelo Shinsengumi.
Existe um debate sobre quem exatamente estava envolvido na morte de Serizawa Kamo. Obviamente, os escolhidos para tomar parte na trama teriam sido membros de confiança de Kondō e Hijikata e também capazes de manter tudo em segredo. A equipe mais cotada seria composta por Hijikata, Okita, Yamanami, Inoue, e Harada. Outra seria composta por Hijikata, Tōdō, Saitō e Harada. É improvável que o próprio Kondō estivesse envolvido com o assassinato porque teria sido muito arriscado ser ferido ou morto justo quando tinha conseguido a liderança do Shinsengumi.

## Teorias
Existem uma série de teorias sobre o motivo do assassinato:
- Kamo estava muito alterado, assim Katamori secretamente planejava assassinar Serizawa Kamo com auxílio de Kondō e Hijikata. Esta é a teoria mais popular e amplamente aceita. É bem possível que Katamori e Kondō percebessem que Kamo era muito imprudente para ser o comandante do grupo destinado a salvaguardar a paz em Kyoto, e que ele que iria reagir violentamente à demissão [5].

- O daymō do Domínio de Mito estava pensando em controlar o Mibu Roushigumi e Katamori achava que esta era uma ameaça, Katamori era pró-Tokugawa enquanto Mito defendia a Corte pró-Imperial, e por isso ordenou a Kondō para assassinar o grupo de Kamo. Esta é uma teoria menos conhecida. Katamori ordenou Kondō assassinar Katamori, com a desculpa deste ser imprudente, a fim de esconder o verdadeiro motivo, um conflito político subjacente com Mito. Katamori estava tendo problemas em Kyoto com os samurais de Chōshū e Tosa que causavam violência aberta nas ruas, Katamori queria evitar que os samurais de Mito entrassem na cidade e derramassem um banho de sangue. Então, podemos concluir que os samurais extremistas de três domínios (Mito, Chōshū e Tosa) estavam competindo na realização de ações terroristas contra aqueles que acreditavam que eram contra os ideais anti-estrangeiros. Um funcionário de Mito em Kyoto poderia estar por trás da conspiração para tomar o grupo de Kamo e uní-los aos samurais de Mito.

- Kondō e Hijikata utilizaram Serizawa Kamo para ter ligações com Matsudaira Katamori e quando isso ocorreu eliminaram o grupo de Kamo para dirigir o grupo. É provável que Kondō e Hijikata odiavam Kamo, em primeiro lugar. Mas, provavelmente não teriam sido capazes de formar o Mibu Roushigumi sozinhos com seu grupo, que mais tarde tornou-se o Shinsengumi, se não fosse por estreitas relações do irmão de Kamo com o Domínio de Aizu, e que permitiu a Kamo se tornar comandante. É possível que eles mantivessem o assassinato em segredo de Katamori, já que relataram que  Kamo morreu por doença.

## Sepultura
O grupo de Kondō realizou o funeral e o irmão mais velho de Kamo participou dele. Seu túmulo foi construído um ano depois, no Templo de Mibu e ele ainda está lá até hoje.
Há uma nele feita por Nagakura Shinpachi:
| “ | ◎ 新 选 组 颠 末 记 - 永倉 新八 猛烈 な 勤皇 思想 を 抱き, つねに 攘夷 を 叫ん で い た 大勢 から は 先生 と 呼ば れ て い た. | ” |

que pode ser traduzido como:
| “ | Ele manteve ideais extremamente fortes em favor da Corte imperial e gritou alto pela expulsão dos estrangeiros. Todo mundo o chamava mestre. Era um grande homem, mas morreu quando o país mais precisava dele. Achamos que esta não é apenas uma perda para nós mas uma perda para o país . | ” |

Obviamente Nagakura sentia um grande respeito por Serizawa Kamo.